# Vojtech Ondrouch
Vojtech Ondrouch (Smržice, 1891. április 6. – Pozsony, 1963. június 15.) szlovák egyetemi oktató, numizmatikus és történész. Az ókor történelmével foglalkozott, legfőképpen Szlovákia területének római kori fejlődésével.

## Élete
Morvaországi származású, így tanulmányait Olmützben és Prostějovban végezte. Felsőfokú tanulmányait előbb Olmützben a teológiai karon kezdte, majd átlépett a prágai Károly Egyetemre, ahol 1924-ben végzett. Ezek után Szlovákián helyezkedett el, mint középiskolai tanár, előbb Szakolcán (1924-1929), majd Pozsonyban (1929-1938).
1930-ban doktorált (PhDr.), 1934-ben habilitált a Comenius Egyetem ókortudományi szakán, 1939-ben pedig az ókortudományok professzorává nevezték ki (1945-től rendes). 1934 és 1950 között az ókor történelmét adta elő a Comenius Egyetem Bölcsészkarán. Az 1947/48-as tanévben a bölcsészkar dékánja, a következőben prodékánja. 1950-ben kénytelen volt elhagyni az egyetemet.
1950 és 1953 között a mai Szlovák Nemzeti Múzeum elődjénél dolgozott, ahol az Antik gyűjtemények Csehszlovákiában című kiállítás társszervezője volt, valamint egy pozsonyi római múzeum tervét is előkészítette (mely azonban nem valósult meg). 1953-ban a Szlovák Tudományos Akadémia Történeti Intézetébe ment dolgozni. 1955-ben visszatért az egyetemre oktatni, végül 1959-ben nyugalomba vonult.
Összegező munkáiban Szlovákia ókori történelmével foglalkozott. Régészeti leletek, elsősorban érmek, de római importok feldolgozásával is foglalkozott. Az erdőháti és a vágőri (Stráže) kvád fejedelmi sírokat is ő adta közre. Hosszú éveken át volt a Csehszlovák Numizmatikai Társaság tagja és tisztségviselője, a pozsonyi kirendeltség alapítója.

## Válogatás műveiből
- 1934 Der römische Denarfund von Vyškovce aus Frühkeiserzeit
- 1938 Limes Romanus na Slovensku
- 1941 Rímska stanica v Stupave a rímske stavebné stopy v Pajštúne
- 1957 Bohaté hroby z doby rímskej na Slovensku
- 1958 Keltské mince typu Biatec z Bratislavy - Poklad veľkých strieborných mincí z roku 1942
- 1964 Nálezy keltských, antických a byzantských mincí na Slovensku

## Külső hivatkozások
- Vojtech Ondrouch a Comenius Egyetem Bölcsészkarának weboldalán